# Rio Jacaré Guaçu
Rio Jacaré Guaçu är ett vattendrag i Brasilien.   Det ligger i delstaten São Paulo, i den södra delen av landet, 700 km söder om huvudstaden Brasília.
Omgivningarna runt Rio Jacaré Guaçu är en mosaik av jordbruksmark och naturlig växtlighet. Runt Rio Jacaré Guaçu är det ganska tätbefolkat, med 86 invånare per kvadratkilometer.